# گوالبا
گوالبا (به اسپانیایی: Gualba) یک شهرستان در اسپانیا است که در استان بارسلون واقع شده‌است.

## خصوصیات
گوالبا ۲۳٫۳ کیلومترمربع مساحت و ۱٬۳۹۴ نفر جمعیت دارد و ۱۷۷ متر بالاتر از سطح دریا واقع شده‌است.